# 胡征 (通信理论专家)
胡征（1917年12月—？），男，湖南邵阳人，中国通信理论专家，曾任西北电讯工程学院教授、博士生导师。